# 가미노고촌 (나라현)
가미노고촌(上之郷村)은 나라현 시키군에 설치되었던 촌이다. 현재의 사쿠라이시에 해당한다.